# Pantomallus reclusus
Pantomallus reclusus es una especie de escarabajo del género Pantomallus, tribu Eburiini, subfamilia Cerambycinae. Fue descrita científicamente por Martins en 1981.
La especie se mantiene activa durante los meses de octubre y noviembre.

## Descripción
Mide 17-23 milímetros de longitud.

## Distribución
Se distribuye por Bolivia y Brasil.